# Aeroflot-Flug 5385
Am 9. Juli 1973 kam es auf einer Tupolew Tu-124 auf dem innersowjetischen Linienflug Aeroflot-Flug 5385 von Kuibyschew nach Simferopol zu einem Zwischenfall, bei dem zwei der 61 Insassen starben und das Flugzeug schwer beschädigt wurde.

## Flugzeug
Das Flugzeug war eine neun Jahre alte Tupolew Tu-124W mit dem Luftfahrzeugkennzeichen CCCP-45062, welche am 20. Mai 1964 fertiggestellt wurde und mit 2 Mantelstromtriebwerken des Typs Solowjow D-20P ausgestattet war.

## Besatzung
Die Besatzung bestand aus einem Flugkapitän, einem Ersten Offizier, einem Flugingenieur, einem Navigator, zwei Flugbegleiterinnen sowie einem Polizisten.

## Verlauf
Das Flugzeug startete um 19:42 Uhr und befand sich im Steigflug auf 6.600 m, als es um 19:53 Uhr, 97 bis 100 km vom Flughafen Kuibyschew entfernt, nahe der Ortschaft Schigony, zu einem uneingedämmten Schaden des rechten Triebwerks kam. Die Trümmer durchschlugen die Außenhaut, wodurch zwei Passagiere in der 12. Sitzreihe getötet und vier weitere verletzt wurden und es zur explosiven Dekompression kam. In der Kabine kam es aufgrund dessen zur Panik unter den Passagieren, wodurch sich diese in die vordere Kabine bewegten und sich dadurch der Schwerpunkt nach vorne verlagerte, was die Flugsteuerung erschwerte. Die Piloten schalteten das rechte Triebwerk ab, betätigten dessen Triebwerkslöschanlage, und leiteten einen Notsinkflug ein. Schließlich gelang es den Flugbegleiterinnen und dem Polizisten, die Passagiere zu überzeugen, sich wieder zu setzen. Um 20:05 Uhr landete das Flugzeug auf dem Flughafen Kuibyschew. Am Boden konnten schließlich weitere Schäden im Bereich zwischen dem 37. und dem 38. Spant, sowie an den Landeklappen und am Querruder auf der rechten Flugzeugseite gefunden werden.

## Ursache
Als Ursache für das Versagen des rechten Triebwerks wurden Konstruktions- und Herstellungsfehler festgestellt.

## Weiteres
Das Flugzeug wurde anschließend repariert, wieder in den Dienst gestellt und 1974 in den neuen Farben der Aeroflot neubemalt. Am 18. Juli 1980 wurde es schließlich außer Dienst gestellt.